# Ломонос горный
Ломонос горный, или клематис горный (лат. Clematis montana) — вид цветковых растений рода Ломонос (Clematis) семейства Лютиковые (Ranunculaceae).
Довольно широко распространен в культуре в Европе и в Северной Америке.

## Этимология
Русское название рода «ломонос» произошло от способности волосков плодов-семянок ломоноса восточного (Clematis orientalis) попадать в нос человека и вызывать неприятные ощущения. По другим источникам название рода связвно с неприятным запахом некоторых видов. 
Латинское научное название рода Clématis происходит от др.-греч. κληματίς, clēmatís — «вьющееся растение», что в свою очередь образовано от  др.-греч. κλήμα, klḗma — «веточка, росток, усик». В садоводстве (и в русском языке) закрепилась неверная форма ударения в научном названии рода — клема́тис.
Латинский видовой эпитет montana относится к горам или «происходящий из гор». Русский эпитет является калькой с латыни.

## Ботаническое описание
Деревянистая лиана длиной до 8 м.
Листья большей частью из трёх короткочерешковых листочков длиной 3—10 см, остроконечных, по краям глубокозубчатых, редко цельнокрайных, голых или почти голых.
Цветки по 1—5 в пучках, обычно белые, диаметром 3,5—5 см, на тонких цветоножках длиной 5—10см. Чашелистики эллиптические или продолговатые, снаружи слабо опушённые; тычинки жёлтые.
Семянки голые, длиной 7 мм, шириной 4—4,5 мм, с перистым носиком длиной до 5 см.
Цветение в мае. Плодоношение в июле — августе.
|                           |  |  |
| Различная окраска цветков |  |  |

## Распространение и экология
В природе ареал вида охватывает Афганистан, Пакистан, Индокитай и Тайвань.

## Таксономия
Вид Ломонос горный входит в род Ломонос (Clematis) трибы Anemoneae подсемейства Лютиковые (Ranunculoideae) семейства Лютиковые (Ranunculaceae) порядка Лютикоцветные (Ranunculales).
|  |                       |  |                                          |                                          |                        |  | ещё 4 подсемейства (согласно Системе APG II) | ещё 4 подсемейства (согласно Системе APG II) |                                      |  |  |  | ещё 6 родов       | ещё 6 родов        |  |  |
|  |                       |  |                                          |                                          |                        |  | ещё 4 подсемейства (согласно Системе APG II) | ещё 4 подсемейства (согласно Системе APG II) |                                      |  |  |  | ещё 6 родов       | ещё 6 родов        |  |  |
|  |                       |  |                                          | семейство Лютиковые                      |                        |  |                                              |                                              | триба Anemoneae                      |  |  |  |                   | вид Ломонос горный |  |  |
|  |                       |  |                                          | семейство Лютиковые                      |                        |  |                                              |                                              | триба Anemoneae                      |  |  |  |                   | вид Ломонос горный |  |  |
|  | порядок Лютикоцветные |  |                                          |                                          | подсемейство Лютиковые |  |                                              |                                              | род Ломонос                          |  |  |  |                   |                    |  |  |
|  | порядок Лютикоцветные |  |                                          |                                          |                        |  |                                              |                                              |                                      |  |  |  |                   |                    |  |  |
|  |                       |  | ещё 9 семейств (согласно Системе APG II) | ещё 9 семейств (согласно Системе APG II) |                        |  |                                              | ещё 8 триб (согласно Системе APG II)         | ещё 8 триб (согласно Системе APG II) |  |  |  | ещё 230—250 видов |                    |  |  |
|  |                       |  |                                          | ещё 9 семейств (согласно Системе APG II) |                        |  |                                              |                                              | ещё 8 триб (согласно Системе APG II) |  |  |  |                   |                    |  |  |